# 선성군 묘역 및 석물
선성군 묘역 및 석물은 대한민국 경기도 하남시 덕풍동에 있다. 2005년 4월 25일 하남시의 향토유적 제9호로 지정되었다. 선성군의 본명은 이무생(李茂生)이며 정종 이방과의 네 번째 서자로 숙의 지씨의 둘째 아들이다. 1454년 단종 2년 중의대부 선성군에 봉군되었다.

## 개요
이 묘역에는 선성군과 그의 부인 정씨, 김씨, 한씨를 비롯하여 후손인 병산군, 지산군, 중산부령, 이원군, 대구도호부사였던 이준도, 동복공 등 선성군파 종문의 10여기의 묘가 있다.
묘역에는 신성군 신도비를 비롯한 조선시대 전 시기에 걸쳐 제작된 묘갈, 장명등, 상석, 혼유석, 양석, 망주석, 동자상, 고석, 향로석, 문인석 등 수 많은 석물들이 배치되어 있다.

## 갤러리

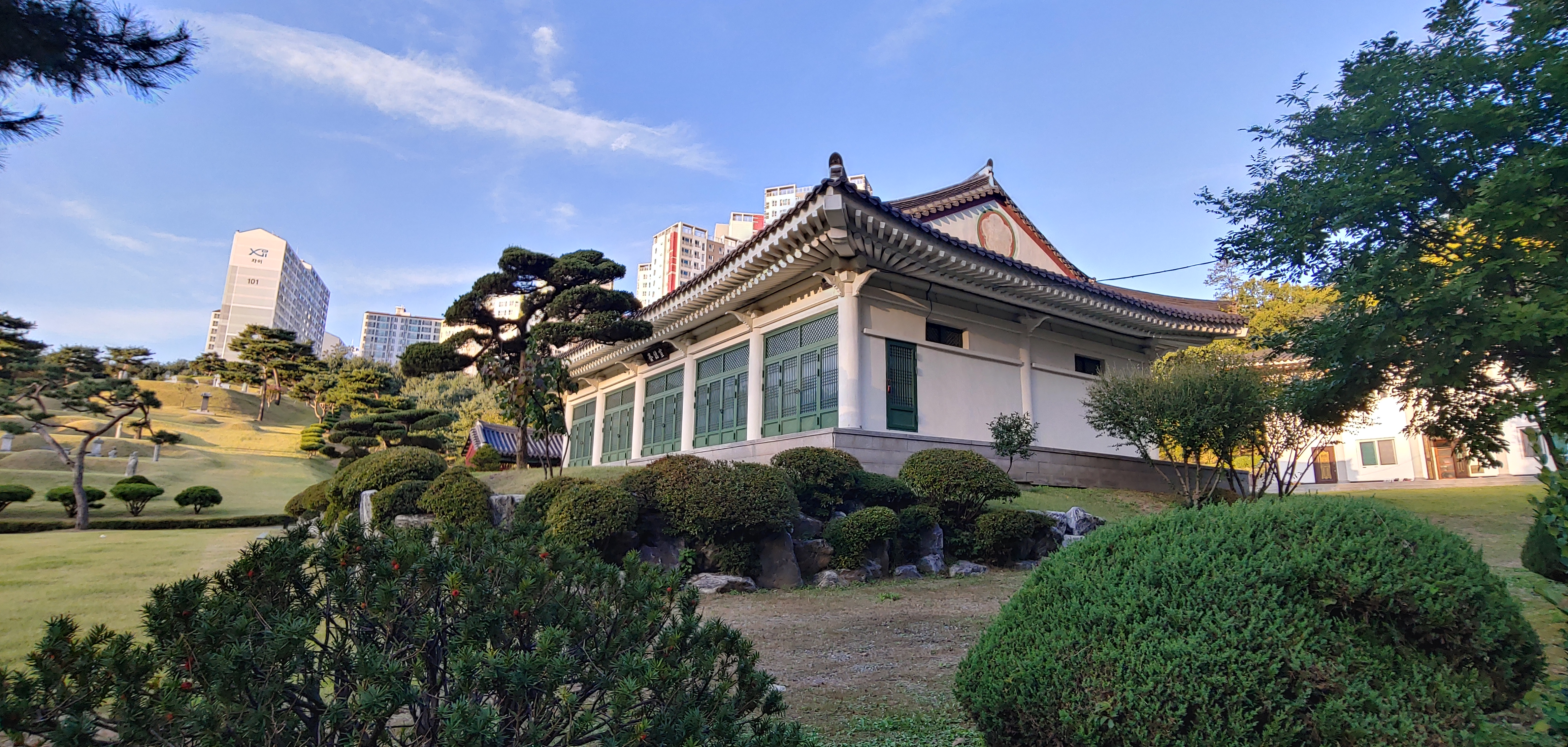
선성군 묘역 관리 관사
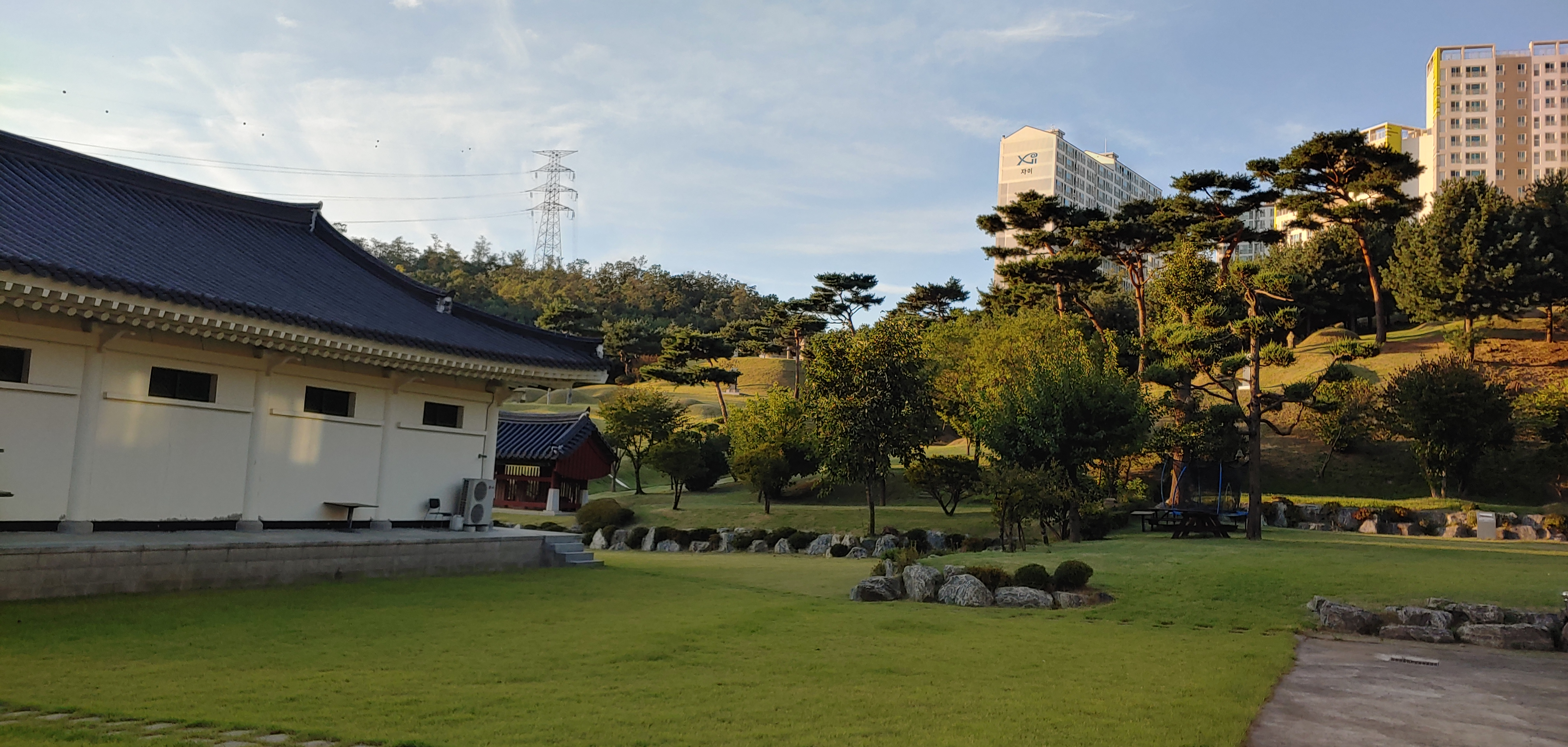
선성군 묘역 관리 관사

## 같이 보기
- 선성군
- 전주이씨 선성군파 명산종중 묘역